# Kościół Wszystkich Świętych w Bełchatowie
Kościół Wszystkich Świętych – rzymskokatolicki kościół parafialny należący do dekanatu bełchatowskiego archidiecezji łódzkiej. Znajduje się w bełchatowskiej dzielnicy Grocholice.

## Historia i architektura
Pierwotnie była to budowla gotycka i została wzniesiona z kamienia polnego i cegły. Składała się z prostokątnej nawy głównej, małego prezbiterium i zakrystii. Na świątyni była umieszczona sygnaturka. W 1896 roku, w czasie urzędowania księdza proboszcza Franciszka Zająca, świątynia została rozbudowana według projektu architekta Kornelina Szrettera – została powiększona nawa główna, zostały dobudowane dwie kaplice, dwie zakrystie. Następnie, według projektu nowego architekta Feliksa Nowickiego, zostało przebudowane prezbiterium i kruchta oraz zostały wzniesione dwie wieże o wysokości 41 metrów. Po przebudowie kościół uzyskał cechy neoromańskie. Ze starej budowli zachowała się część murów nawy głównej o długości 6 metrów i szkarpy dwóch przęseł. W czasie I wojny światowej w 1914 roku, część murów została uszkodzona, potem świątynia została odbudowana w latach 1917–1920, z zachowaniem pierwotnego wyglądu.

## Wyposażenie
Do wyposażenia świątyni należą: ołtarz główny w stylu barokowym, ozdobiony rzeźbami z drugiej połowy XVII wieku; 2 ołtarze boczne, kaplice w stylu eklektycznym z 1910 roku, chrzcielnica z kamienia wykonana na przełomie XVII i XVIII wieku, 3 rzeźby w stylu gotyckim z XIV wieku – św. Doroty, św. Katarzyny i św. Magdaleny – które odrestaurowano w 2003 roku, 3 rzeźby – krucyfiksy pochodzące z XVII i XVIII wieku, rzeźba Salvator Mundi pochodząca z XVII wieku, ambona wykonana w 1904 roku ozdobiona barokowymi ornamentami, epitafium Jana Nepomucena Dobrzelewskiego zmarłego w 1841 roku, 2 lichtarze pochodzące z XIX wieku, reprezentujące styl neogotycki. Stacje Drogi Krzyżowej w formie obrazów olejnych na płótnie pochodzące z 1910 roku i współczesne namalowane w 1960 roku. Na kościelnej wieży południowej są zawieszone 2 dzwony; organy pneumatyczne o 13 głosach zostały wykonane w 1901 roku.